# Comme le vent
Pour plus de détails, voir Fiche technique et Distribution.
Comme le vent est un film dramatique biographique italo-français réalisé par Marco Simon Puccioni, sorti en 2013. Il est basé sur la vie d'Armida Miserere

## Fiche technique
- Titre : Comme le vent
- Titre original : Come il vento
- Réalisation : Marco Simon Puccioni
- Scénario : Nicola Lusuardi, Marco Simon Puccioni et Heidrun Schleef (de)
- Photographie : Gherardo Gossi
- Montage : Catherine Maximoff et Roberto Missiroli
- Musique : Shigeru Umebayashi
- Producteur : Marco Simon Puccioni
  - Coproducteur : Sauro Falchi, Andrea Iervolino et Patrice Nezan
  - Producteur associé : Mario Mazzarotto, Giampietro Preziosa et Paolo Maria Spina
  - Producteur délégué : Davide Tovi
- Production : Intelfilm, Les Films du Présent, A Movie Productions et Red Carpet
- Distribution : Bodega Films et Jour2fête
- Pays d'origine :  Italie et  France
- Genre : drame biographique
- Durée : 112 minutes
- Dates de sortie :
  -  Italie : 28 novembre 2013
  -  France : 18 juin 2014

## Distribution
- Valeria Golino : Armida Miserere
- Filippo Timi : Umberto Mormile
- Francesco Scianna : Riccardo Rauso
- Chiara Caselli : Rita
- Marcello Mazzarella : Stefano
- Salvio Simeoli : Antonio
- Giorgia Sinicorni : Isabella
- Vanni Bramati : Maurizio
- Pino Calabrese : Patruno
- Giovanni Franzoni : Noble PM
- Adelmo Togliani (it) : Don Franco